# カコクセナイト
カコクセナイト（cacoxenite）あるいはカコクセン石は、鉱物（リン酸塩鉱物）の一種。カコクセンとも呼ばれる。名前の由来は、細かくて気付かれにくいことから、ギリシャ語で無愛想、親切でないという意味のkakoxeniosに由来する。
化学組成は、{\displaystyle {\ce {(AlFe^{3}+)24O6(OH)12(PO4)17\cdot 75H2O}}}。六方晶系。
パワーストーンとしても人気がある。